# Die Wolke des Nichtwissens
Die Wolke des Nichtwissens (engl.: The Cloud of Unknowing) ist der Titel einer Schrift über den mystischen Weg, die am Ende des 14. Jahrhunderts (um 1390) in England in mittelenglischer Volkssprache entstanden ist. Weil der Autor seinen Namen in seinem Werk nicht preisgibt, hat es sich in der Forschung eingebürgert, vom Cloud-Autor zu sprechen.
Das zentrale biblische Bild, das der Schrift ihren Namen gegeben hat, ist die Wolke am Gipfel des Gottesberges Sinai, innerhalb derer Mose Gott erfahren durfte (Exodus 16,10). Damit ist auch der zentrale Inhalt des Werkes benannt: die geistliche Einung des Menschen mit Gott, bei welcher der Mensch über den normalen Erkenntnisbereich der begreifenden Vernunft hinaus gerät, und so Gott auf übervernünftige Weise erfährt.
Die geistliche Unterweisung des Cloud-Autors enthält psychologische Details, die, obwohl ganz vom Christentum her entwickelt, eine gewisse Strukturanalogie zu asiatischen Kontemplationsformen, insbesondere zum Zen-Buddhismus, aufweisen. Die Wiederentdeckung der mittelalterlichen Schrift „Wolke des Nichtwissens“ im 20. Jahrhundert geschah gerade auch durch Anhänger oder Sympathisanten der christlichen Zen-Bewegung. Aus diesem Grund hat sich sowohl in den angelsächsischen Ländern wie auch in Deutschland eine lebendige interreligiöse Diskussion entzündet, in der immer wieder kontrovers über die „Wolke des Nichtwissens“ disputiert wurde (im deutschsprachigen katholischen Raum besonders von Willi Massa, Willigis Jäger und Hans Urs von Balthasar).

## Autor und Werk
Der Cloud-Autor hat, gemäß mittelalterlichem Brauch, keinen Wert darauf gelegt, seinen Namen der Nachwelt zu überliefern. Einige Details seiner Person lassen sich aber aus dem Werk unschwer ableiten: Der Cloud-Autor war ein im kontemplativen Leben erfahrener Priester, der von verschiedenen Menschen schriftlich um geistliche Begleitung gebeten wurde. Die Schriften, die der Cloud-Autor verfasst hat, zeugen von seiner großen theologischen Bildung: In der Wolke des Nichtwissens werden theologische Gedanken von Johannes Cassian, Augustinus, Gregor dem Großen, Anselm von Canterbury, Bernhard von Clairvaux, der drei Viktoriner Hugo, Richard und Thomas Gallus Vercellensis, des Kartäusers Hugo von Balma, Bonaventura, Thomas von Aquin und vieler mehr verarbeitet. Diese biographischen Details, zusammen mit der handschriftlichen Überlieferung, haben inzwischen in der Forschung zu einem Konsens geführt: Der Cloud-Autor dürfte mit einer an Sicherheit grenzenden Wahrscheinlichkeit ein Kartäuser-Priester gewesen sein, der sowohl für junge Ordensmitglieder als auch für einen größeren Kreis von gebildeten Laienlesern eine geistliche Unterweisung verfassen wollte. Vermutlich lebte der Cloud-Autor in der Kartause Beauval in Yorkshire.
Wenngleich die „Wolke des Nichtwissens“ das bekannteste Werk aus der Feder des Cloud-Autors ist, so dürfen seine weiteren Schriften nicht übersehen werden. Gesichert sind:
- The Book of Privy Counsel (Buch der mystischen Unterweisung): eine Unterweisung zum mystischen Weg, die sich an den fortgeschrittenen Schüler wendet und Kenntnisse über die Gebetstheologie schon voraussetzt.
- Epistle of Prayer (Brief über das Gebet): eine Einführung in die Grundlagen der Gebetstheologie, welche zeigt, wie der anfangs schwache Gebetsimpuls im Herzen des Menschen wachsen und so bis an die Grenze zum mystischen Gebet heranreifen kann.
- Epistle of Discretion of Stirrings (Brief über die Unterscheidung der Regungen): Anweisung, wie ein Mensch seine Antriebe und Motive anlässlich der Berufswahl unterscheiden kann, um dadurch herauszufinden, ob er zum mystischen Weg berufen ist.

Ebenfalls aus der Feder des Autors, dabei aber keine völlig eigenständigen Werke, sondern Adaptionen lateinischer Vorlagen ins Mittelenglische, sind:
- Denis Hid Divinity, eine kreative Übertragung der lateinischen Version der Mystica Theologia des Dionysius Pseudo-Areopagita.
- Study of Wisdom, eine kürzende und straffende Übertragung des Benjamin Minor von Richard von St. Victor.[2]

Eine letzte Schrift wurde von der Forschung als unechte Schrift inzwischen ausgesondert, passt aber dennoch zur Theologie des Cloud-Autors und darf daher mit den anderen Cloud-Texten zusammen interpretiert werden:
- A Treatise of the Discretion of Spirits ist eine Paraphrase zweier Predigten des hl. Bernhard von Clairvaux über die Frage, wie man unterscheiden könne, welche inneren Einfälle und Intuitionen dem Wachstum des Menschen dienen und welche ihn psychisch-geistig schädigen.

## Theologischer Inhalt
Der Grundgedanke lässt sich wie folgt zusammenfassen: Nur wenn sich der Mensch während der Kontemplation von der Welt radikal entleert, kann er mit Gott ganz erfüllt werden. Um also zu einer Gotteserfahrung zu gelangen, muss der Beter alle Gedanken, Assoziationsketten, Selbstgespräche, Überlegungen und Ähnliches ausleeren und stillstellen, also gleichsam mit einer „Wolke des Vergessens“ bedecken. Richtet sich nun der stille Geist des Menschen, nachdem er alle Gedanken mit der „Wolke des Vergessens“ bedeckt hat, nach oben, um Gott zu berühren, so zeigt sich: Gott ist kein endlicher Gegenstand, den der Mensch mit der begreifenden Vernunft (intellectus) umfassen kann. Nur mit dem ekstatischen Willensvermögen (affectus) kann der Mensch weiter emporsteigen – und Gott oberhalb der Vernunft in der „Wolke des Nichtwissens“ wissend berühren.
Diesen Grundgedanken führt der Cloud-Autor in fünf verschiedenen Überlegungen weiter aus:
- Psychologisch: Der Cloud-Autor gibt dem Beter Tipps, wie er aufdringliche Gedanken, die ihn während der Kontemplation belästigen, still stellen kann, und erläutert in Details, wie er inmitten der „Wolke des Vergessens“ und der „Wolke des Nichtwissens“ auszuharren vermag.
- Ontologisch: Der Cloud-Autor versucht zu zeigen, wie der Geist zu Gott aufsteigen kann, indem er sein Sein in den Blick nimmt. Das menschliche Da-Sein strömt aus der göttlichen Seinsquelle (durch creatio continua); wenn der Beter also mit seinem Geist sein eigenes Da-Sein bis in die göttliche Seinsquelle hinein nachverfolgt, dann kann er geistig (nicht seinsmäßig!) ins trinitarische Leben Gottes hineingezogen werden – und dadurch mit Gott geeint.
- Christologisch: Die Kontemplation des Menschen ist Nachfolge Christi. Christus wurde nämlich auf dem Kreuzweg seiner Kleider beraubt und musste ins Kreuzesdunkel eintreten. Der Kontemplative vollzieht diese Entäußerung Christi nach (soweit ein Mensch sie nachvollziehen kann), wenn er sich von seinen Gedanken "entkleidet" und ins kontemplative Gebetsdunkel eintritt.
- Eschatologisch: Wenn der Mensch in der Wolke des Nichtwissens ausharrt, dann ist er gleichsam im mystischen Fegefeuer, wird von allen Fehlhaltungen gereinigt und so auf die mystische Einung unmittelbar vorbereitet.
- Erotisch: Wie im Hohenlied die Braut mit dem Bräutigam vermählt wird, so wird der Beter auf den höheren Stufen des mystischen Weges Gott angetraut, und ist daher eines Geistes mit ihm.